# America's Dream
Pour plus de détails, voir Fiche technique et Distribution.
America's Dream est un téléfilm américain de Paris Barclay, Bill Duke et Kevin Rodney Sullivan, diffusé pour la première fois en 1996.

## Synopsis
Les 3 histoires sur les afro américains :
la femme trompe son mari par infidelité.
le responsable de l'école défend l'œuvre d'un des éléves.
une chanteuse qui se rappelle sa jeunesse.

## Fiche technique
- Titre : America's Dream
- Réalisation : Paris Barclay, Bill Duke et Kevin Rodney Sullivan
- Scénario : Ashley Tyler  et Ron Stacker Thompson d'après des histoires de Maya Angelou, John Henrik Clarke et Richard Wright
- Musique : Patrice Rushen
- Pays d'origine : États-Unis
- Genre : drame
- Date de première diffusion : 1996

## Distribution
- Danny Glover : Silas
- Wesley Snipes : George Du Vaul
- Lorraine Toussaint : Philomena
- Tate Donovan : David
- Susanna Thompson : Beth Ann
- Jasmine Guy : Elna Du Vaul
- Carl Lumbly : Cal
- Bennet Guillory : Willie
- Timothy Carhart : Prof. Daniel
- Vanessa Bell Calloway : Miss Williams
- Yolanda King : Mrs Crawford